# Michael Parks
Michael Parks (Corona, Califórnia, 24 de abril de 1940 - Los Angeles, 9 de maio de 2017) foi um ator e cantor norte-americano que ficou famoso por interpretar o xerife Earl McGraw nos filmes de Kill Bill - A Vingança (Kill Bill: Vol. 1) (2003), À Prova de Morte (Death Proof) (2007) e Planeta Terror (Planet Terror) (2007) juntamente com o seu filho James Parks que ficou famoso por interpretar o também xerife Edgar McGraw. Em 2004, Michael Parks substitui Ricardo Montalbán no papel de Esteban Vihaio no filme: Kill Bill - A Vingança - Vol. 2 (Kill Bill: Vol. 2) (2004).

## Filmografia selecionada
Cinema
- (1966)  The Bible... in the Beginning
- (1982) Savannah Smiles
- (1991) The Hitman
- (1994) Death Wish V: The Face of Death
- (1996) From Dusk Till Dawn [1]
- (1997) Deceiver
- (2000) From Dusk Till Dawn 3: The Hangman's Daughter
- (2003/2004) Kill Bill
- (2007) Grindhouse
- (2007) The Assassination of Jesse James by the Coward Robert Ford
- (2011) Red State [1]
- (2012) Argo
- (2012) Django Unchained [1]
- (2014) Tusk [1]
- (2016) Blood Father